# Poecilia petenensis
Poecilia petenensis és un peix de la família dels pecílids i de l'ordre dels ciprinodontiformes.

## Morfologia
Els mascles poden assolir els 8 cm de longitud total i les femelles els 12.

## Distribució geogràfica
Es troba des del sud-est de Mèxic fins a Belize i Guatemala.